# Залесный (Ульяновская область)
Залесный — посёлок в Вешкаймском районе Ульяновской области России. Входит в состав Вешкаймское городского поселения.

## История
Основан в 1930 году, как совхоз «Безводный», с 1964 года — совхоз «Вешкаймский».
В 1986 г. указом ПВС РСФСР посёлок центральной усадьбы совхоза «Вешкаймский» переименован в Залесный.

## Население
| 2010 |
| ---- |
| 457  |

## Достопримечательности
Обелиск воинам, погибшим в Великой Отечественной войне, (2004 г.)